# هایکو گربر
هایکو گربر (انگلیسی: Heiko Gerber؛ زادهٔ ۱۱ ژوئیهٔ ۱۹۷۲) بازیکن فوتبال اهل آلمان است.
از باشگاه‌هایی که در آن بازی کرده‌است می‌توان به باشگاه فوتبال اولم ۱۸۴۶، باشگاه فوتبال آرمینیا بیله‌فلد، باشگاه فوتبال اینگولشتات ۰۴، باشگاه فوتبال نورنبرگ، باشگاه فوتبال اشتوتگارت، و باشگاه فوتبال کمنیتس اشاره کرد.
وی همچنین در تیم ملی فوتبال آلمان بازی کرده‌است.